# Whirlpool (비디오 게임 브랜드)
Whirlpool(휠풀, 일본어: ワールプール)은 도쿄도 가쓰시카구에 본사를 둔 주식회사 트러스로드의 어덜트 게임 브랜드이다.

## 작품
- 2008년 12월 28일 - 《메리☆크리: 10년만의 화이트 크리스마스》